# O rodičích a dětech (film)
O rodičích a dětech je český film režiséra Vladimíra Michálka z roku 2008 podle stejnojmenné novely Emila Hakla. Film byl uveden na festivalu v Karlových Varech, poté také v Londýně a v Chicagu.
David Novotný byl za výkon ve filmu nominován na Českého lva.

## Obsazení
| David Novotný      | syn           |
| Josef Somr         | otec          |
| Ľuboš Kostelný     | vnuk          |
| Zuzana Stivínová   | matka         |
| Lenka Vlasáková    | Dr. Nachtigal |
| Jiří Lábus         | Pepča         |
| Mariana Kroftová   | Marta         |
| Inka Gogálová      | Táňa          |
| Luboš Veselý       | Fredy         |
| Alice Šnirychová   | vdova         |
| Vladimír Hauser    | Dr. Izmalčev  |
| Tony Ducháček      | Kulich        |
| Marie Málková      |               |
| Marta Bačíková     |               |
| Václav Růžička     |               |
| Ludmila Mecerodová |               |
| Václav Maixner     |               |
| Ivan Landsmann     |               |

## Recenze
- Mirka Spáčilová, iDNES.cz
- Petr Čihula, MovieZone.cz
- Irena Hejdová, Aktuálně.cz